# Phanogomphus spicatus
Phanogomphus spicatus – gatunek ważki z rodziny gadziogłówkowatych (Gomphidae). Występuje na terenie Ameryki Północnej – w środkowo-północnych i północno-wschodnich USA oraz południowej Kanadzie.